# Ryan Thomas
Ryan James Thomas (sinh ngày 10 tháng 6 năm 1984) là một diễn viên người Anh với vai diễn nổi tiếng nhất trong nhân vật Jason Grimshaw trên  Coronation Street của ITV.

## Sự nghiệp
Thomas đã được đề cử cho các giải thưởng "Người đàn ông quyến rũ nhất". Anh cũng  giành giải Rear of the Year trong năm 2008.
Bên cạnh vai Jason Grimshaw trong Coronation Street, Thomas cũng đã tham gia nhiều chương trình liên quan đến các loạt phim dài kỳ. Vào năm 2012, Thomas đã tham gia trong một bộ phim tài liệu tên là Corrie Đi đến Kenya, cùng với Brooke Vincent trong vai Sophie Webster trong loạt phim đó, Sue Cleaver người đóng vai Eileen Grimshaw - mẹ của Thomas trên phim và Ben Price vai Nick Tilsley. Anh nói rằng thời gian của mình ở Kenya thay đổi anh và làm cho anh nhận ra nhiều thứ anh có trong cuộc đời mình. Trong bộ phim anh có tham gia trong cảnh giết một con dê, được xem như là một vinh dự đối với người bản địa.

## Cuộc sống cá nhân
Trong 2013, Thomas nộp cho phá sản sau một chưa thanh toán hóa đơn thuế của £40,000.
Vào năm 2016, nó là đồn đại rằng ông đã từng tham gia với mình bị co-sao Alison Vua sau khi anh chia sẻ hình ảnh của họ trong kỳ nghỉ cùng với con của họ. Họ phủ nhận rằng họ là một cặp.